# 西方姓
西方，中国罕见复姓。

## 源流
西方姓在《郑通志·氏族略》、《续通志·氏族略》中均有收载。《姓考》记载称“古帝少昊主掌西方，后人因以其为姓。”

## 名人
南宋王应麟编写的《姓氏急就篇》记载：“燕有西方虔，北平人。后唐西方邺。”其中西方虔为西晋末年北平人，后为前燕大臣；西方邺为后唐易州滿城人。